# Давидов Юрій Львович
Давидов Юрій Львович (нар. 24 квітня (6 травня) 1876, Женева, Швейцарія —16 квітня 1965, м. Клин, РРФСР, СРСР) — російський музичний діяч, чигиринський повітовий предводитель дворянства в 1906—1912 роках.
Племінник П. Чайковського. В 1904—1925 рр. (з перервою) жив у Києві.
Був одним з ініціаторів заснування Київської консерваторії (1913), організував товариство «Художній екран» (1918), брав участь у створенні кіностудії в Києві.

## Життєпис
Зі старовинного дворянського роду. Молодший син Льва Васильовича Давидова (1837—1896) і Олександри Іллівни Чайковської (1842—1891). Племінник композитора П. І. Чайковського, онук декабриста В. Л. Давидова і брат засновника музею Чайковського в Клину Володимира Давидова. Великий землевласник Київської та Мінської губерній (більше 8500 десятин).
Після закінчення Миколаївського кавалерійського училища в 1896 році, випущений був корнетом у лейб-гвардії Кінно-гренадерський полк.
У 1903 році вийшов у запас в чині поручика і присвятив себе сільському господарству в своїх родових маєтках. У тому ж році був обраний членом Чигиринської повітової земської управи. У 1906 році був призначений чигиринським повітовим предводителем дворянства, На цій посаді пробув до 1912 року. Також був почесним мировим суддею по Чигиринському повіту, гласним Київського губернського земства і головою його ревізійної комісії. З нагород мав орден святої Анни 2-го ступеня.
Був членом ради цілого ряду громадських, благодійних та просвітницьких установ. На початку 1913 був обраний директором Київського відділення Російського музичного товариства. Пізніше в тому ж році брав діяльну участь в організації Київської виставки і був почесним товаришем почесного голови виставки.
Після революції 1917 року не емігрував. З 1937 року працював в будинку-музеї П. І. Чайковського в Клину, а з 1945 року перебував його головним хранителем. Залишив дві книги спогадів про Чайковського: «Записки про П. І. Чайковського» (Москва, 1962) та «Клинські роки творчості Чайковського» (Москва, 1965). Був нагороджений орденом Трудового Червоного Прапора (22.06.1946)